# Йоганн Маттауш

Йоганн Маттауш (чеськ. Johann Mattausch) — чеський інженер, якому належить ідея радіорелейного зв'язку.

## Біографічні відомості
Народився 8 січня 1838 року у м. Прага, в сім'ї Венцеля Маттауша, що підтверджується свідоцтвом про шлюб В. Маттауша
, яке зберігається у Архіві міста Праги.
Свою ідею конструкції радіорелейного ретранслятора Йоганн Маттауш вперше опублікував
у січні 1898 року в австрійському журналі Zeitschrift für Electrotechnik (v. 16, S. 35 — 36)

На той час він працював старшим інженером пошти та телеграфу Праги й мав значний досвід у сфері телеграфії.
Однак його ідея використання «транслятора» (Translator) для радіозв'язку аналогічно трансляторам традиційної дротової телеграфії, що використовувалися для регенерації сигналів при їх поширенні на великі відстані, була досить примітивною й не могла бути реалізована.
Разом з тим, її велике історичне значення полягає в тому, що вона стала підґрунтям для створення першої реально діючої системи радіорелейного зв'язку, яку винайшов у 1899 році бельгійський студент італійського походження Еміль Гуаріні (Гваріні) Форесіо (Émile Guarini Foresio).